# Helmut Kampe

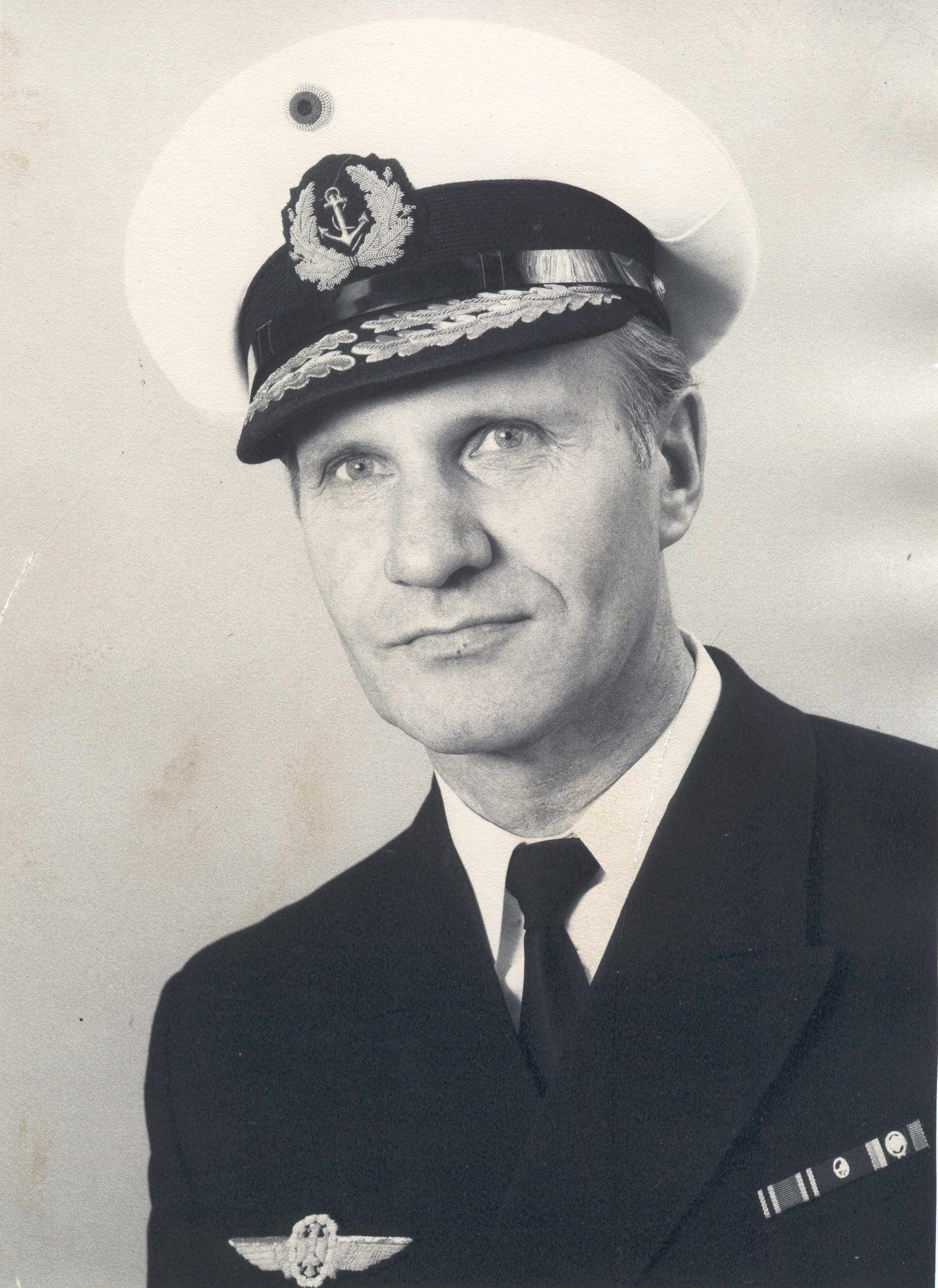
Helmut Kampe 1973 als Kommandeur der Marineschule Mürwik

Helmut Kampe (* 7. Dezember 1925 in Berlin) ist ein deutscher Marineoffizier, Vizeadmiral außer Dienst der Bundesmarine der Bundeswehr. Zuletzt war er bis 1986 Befehlshaber der NATO-Seestreitkräfte Ostseezugänge.

## Familie
Helmut Kampe ist der Sohn des Ermittlungsbeamten und vormaligen Leutnants zur See Karl Kampe und seiner Ehefrau Selma. Er heiratete 1959 Ruth Holzmann, mit der er zwei Töchter hat.

## Kriegsmarine
Nach Abschluss des Gymnasiums in Berlin trat er am 1. Juli 1943 als Seeoffizieranwärter in die Kriegsmarine ein. Seine militärische Ausbildung erhielt er unter anderem auf dem Zerstörer Z 23, mit dem er in der Biscaya und im Ärmelkanal eingesetzt war. Bei Kriegsende war er als Fähnrich zur See an der Marineschule Mürwik.

## Nachkriegszeit
Nach Kriegsende gehörte Kampe dem Deutschen Minenräumdienst an und beteiligte sich an der Minenräumung in der Nordsee und im Skagerrak. Anschließend absolvierte er in Berlin ein Studium zum Vermessungsingenieur, das er als Diplom-Ingenieur abschloss, und fand eine Anstellung beim Forsteinrichtungsamt des Landes Nordrhein-Westfalen.

## Bundesmarine
Im Juni 1956 trat Kampe als Leutnant zur See in die neu aufgestellte Bundesmarine ein, wo er für die Ausbildung zum Flugzeugführer bei der United States Navy in Pensacola ausgewählt wurde. Anschließend war er Pilot in der Marine-U-Jagd-Staffel, die er ebenso aufzubauen half wie anschließend die Seetaktische Lehrgruppe in Wilhelmshaven. Außerdem diente er im Stab des Befehlshabers der Seestreitkräfte der Ostsee. Von 1962 bis 1964 war er Staffelkapitän der Marine-U-Jagd-Staffel, bevor er den 6. Admiralstablehrgang an der Führungsakademie der Bundeswehr in Hamburg von 1964 bis 1966 absolvierte.
Nach deren Abschluss wurde Kampe 1966 Kommandeur der Fliegenden Gruppe im Marinefliegergeschwader 5 in Kiel. Bereits 1967 wurde er in das Bundesministerium der Verteidigung versetzt, wo er Adjutant des Generalinspekteurs der Bundeswehr General Ulrich de Maizière wurde. 1970 wurde er kurzzeitig Leiter der Operationsabteilung im Stab der Marinefliegerdivision, um anschließend nacheinander als Kommodore des Marinefliegergeschwaders 5 und des Marinefliegergeschwaders 3 „Graf Zeppelin“ eingesetzt zu werden.
1973 wurde Kampe Kommandeur der Marineschule Mürwik und zum Flottillenadmiral befördert. Als Konteradmiral wurde er im Januar 1977 Chef des Stabes des Führungsstabs der Streitkräfte in Bonn. Am 1. April 1980 wurde er Stellvertreter des Befehlshabers der Flotte in Glücksburg. Von dort ging er am 1. April 1983 als Befehlshaber NATO-Seestreitkräfte Ostseezugänge ins dänische Karup, von wo aus er am 31. März 1986 in den Ruhestand trat.

## Tätigkeiten nach der Pensionierung
Nach seiner Pensionierung war Kampe einige Jahre Herausgeber des marinekundlichen Reihenwerks Nauticus, Jahrbuch für Deutschlands Seeinteressen.

## Auszeichnungen
- Zerstörer-Kriegsabzeichen (1944)
- Bundesverdienstkreuz am Bande (1973)
- Bundesverdienstkreuz 1. Klasse (1978)
- Großes Bundesverdienstkreuz (1985)